# Burgers' Bush
Burgers' Bush is een overdekte ruimte van anderhalve hectare in  Burgers' Zoo (de dierentuin van Arnhem), waarin een stukje tropisch regenwoud is nagemaakt waar mens en dier vrij kunnen rondlopen. In deze ruimte, die in 1988 geopend werd, krijgen mensen een indruk van hoe een regenwoud eruitziet. Sommige dieren in de biotoop hebben geen vaste verblijfplaats waardoor de bezoeker ze op allerlei plekken kan tegenkomen, ook op de onverharde paden.

## Constructie
De Bush is een open ruimte van 90 bij 150 meter. Het dak bestaat uit Texlon luchtkussens van drie bij zes meter gemonteerd aan een staalconstructie die door acht pylonen omhoog gehouden wordt. Deze constructie ontving in 1988 de Nationale Staalprijs. De tuidraden waarmee de pylonen met de grondankers zijn verbonden, zijn gemaakt van lichtgewicht Twaron-spankabels. Het is een van de oudste toepassingen van Twaron in bouwconstructies.

## Tropisch oerwoud
In het eco-display zijn allerlei dieren te zien, zoals vogels, vleermuizen, aardvarkens en reptielen. Kort voor sluitingstijd is vaak het meeste te zien als het rustiger wordt. Verder is er een groot aantal planten, waaronder planten die bekend zijn van de bloemist. Ook komen er soorten voor die vooral bekend zijn als vrucht of als specerij. Sommige planten kunnen alleen onder echt tropische omstandigheden groeien, bijvoorbeeld Aristolochia arborea en Passiflora serratodigitata.
Jaarlijks worden de planten teruggesnoeid om ze in toom te houden. De 25.000 kilo snoeihout  wordt weer gebruikt om de bodem te verrijken. Een deel van de gesnoeide verse takken wordt ook aan de brillangoeren  gevoerd. Deze apensoort is in veel dierenparken lastig te houden, vanwege hun zeer specifieke dieet. Voor andere parken is het met name in de winter vaak lastig om aan vers, liefst tropisch, blad te komen, maar Burgers heeft dat met de Bush het hele jaar door vers beschikbaar. Een milieu van deze omvang dient min of meer in balans te zijn om te blijven voortbestaan, daarom zijn bijvoorbeeld reptielen en vogels die insecten eten belangrijk. Omdat Burgers' Bush de primeur had met een dergelijk groot kunstmatig milieu, is er veel onderzoek gedaan naar het opzetten en in stand houden ervan.
Speciaal is Dracaena bushii. Het is de enige plant die vernoemd is naar een dierentuin. De soort is door de universiteit Wageningen in de jaren 1980 bij een verzamelexpeditie uit West-Afrika meegenomen onder een verkeerde naam. De plant werd, samen met een grote collectie andere Dracaena-soorten, geschonken aan Burgers' Zoo. Later werd duidelijk dat het om een nog onbekende soort ging. De soort is vervolgens naar de Bush vernoemd omdat hij daar 'ontdekt' werd.

## Fauna
Te zien in de Bush zijn:
- Een verblijf voor capibara's, waar ook terekayschildpadden, roodbuikpacu's, zwarte pacu's, zebracichlides, guppy's en roodstaartmeervallen te vinden zijn.
- Een verblijf voor Pauwoogzoetwaterroggen, borstelneuzen, zebracichlides en guppy's, voorheen huisvestte dit verblijf ook de breedsnuitkaaiman.
- Een verblijf voor aardvarkens.
- Een verblijf voor kleinklauwotters.
- Een verblijf voor kolenbranderschildpadden.
- Een verblijf voor Maleisische doornschildpadden.
- Vissen die door de kas zwemmen: Oreochromis niloticus en Labeobarbus intermedius.
- Losvliegende vleermuizen: rodriguesvleerhonden en brilbladneusvleermuizen.
- Losvliegende vogels:

- Purpersuikervogel
- Edward's fazant
- Roelroel
- Kuifibis
- Rode ibis
- Zonneral
- Victoria kroonduif
- groennek fazantduif
- Pinons muskaatduif
- Groene muskaatduif
- Dolksteekduif
- Smaragdduif
- Manenduif
- Goudvoorhoofdjufferduif
- Roodkuiftoerako
- Bruine muisvogel
- Witoorkatvogel
- Shamalijster

- Witkruinlawaaimaker
- Soembawalijster
- Indische blauwrug
- Roodstuitbuidelspreeuw
- Montserrattroepiaal
- Schreeuwpiha
- Madagaskarwever
- Rode tangare
- zwartkopzaadkraker
- Halsbandcotinga
- Turkooistangare
- Roodoorbuulbuul
- jacarinagors
- Rozebuikgors
- Witvleugelboseend
- Zwarte gier
- Kuifkwartelduif

- Loslopende reptielen en amfibieën: groene leguanen, marmeranolissen, kroonbasilisken, tjitjaks, Eleutherodactylus johnstonei en Phlyctimantis maculatus.